# 馬相伯
馬 相伯（ば しょうはく）は清末民初の教育家。清朝の洋務派官僚として知られる馬建忠は弟である。名は建常、のちに良と改めた。字は相伯、湘伯、薌伯など。晩号は華封老人。クリスチャンネームはヨセフ。

## 事跡
カトリック教徒の家庭に生まれた。11歳でイエズス会が運営する上海のイグナチオ公学（徐匯公学）に入学した。1862年にイエズス会に入会し、哲学・文学・天文学を学んだ。1869年、神父となり、安徽省宣城や江蘇省南京・徐州一帯で布教を行った。1872年、イグナチオ公学の校長となるが、外国人宣教師のやっかみに遭って、1876年にイエズス会を脱会した。
その後、兄の馬建勛の勧めで李鴻章の幕僚となり、山東省の鉱業の調査を行った。1881年より駐日公使館の参賛となり、翌年からは朝鮮に赴いた。1885年から台湾巡撫劉銘伝の幕僚となった。1892年から再び日本に赴任し、長崎や横浜の領事館・公使館の参賛となった。
1903年には震旦学院（後の震旦大学）を創設した。1905年には厳復とともに復旦公学（現在の復旦大学）を創設し、自ら校長となって于右任・邵力子らを教授に招いた。また英斂之とともに北京公教大学を設立し、これは後に輔仁大学と改名された。他に北京培根女校も創立している。
1912年、中華民国が成立すると江蘇都督府外務司長・北京大学校長代理などを歴任した。1920年に引退し、キリスト教の書籍の翻訳に没頭した。さらに最高学術機関の創設も構想したが、これは友人の教育者蔡元培により、1928年に中央研究院として実現した。
1931年、満州事変が勃発すると内戦の停止を呼びかけ、1935年に中国共産党が八・一宣言を発表すると沈鈞儒・鄒韜奮らと上海文化界救国運動宣言を発表した。翌年、宋慶齢・何香凝らと全国各界救国連合会執行委員に選ばれた。1937年、南京国民政府委員となった。1938年に昆明に避難する途中にベトナムで病にかかり、翌年に死去した。

## 著書
- 馬相伯先生文集
- 馬相伯国難言論集